# Перо Ћускић
Перо Ћускић (Грчица, код Брчког, 9. октобар 1914 — Вукосавци, на Лопара, 20. фебруар 1942), учесник Народноослободилачке борбе и народни херој Југославије.

## Биографија
Рођен је 9. октобра 1914. године у селу Грчица код Брчког.
Члан Комунистичке партије Југославије је од 1936. године, а од 1940, секретар Среског комитета КПЈ у Брчком.
Један је од организатора устанка у Брчанском срезу и на Мајевици. Радио је на формирању првих Народноослободилачких одбора у посавским селима.
Погинуо је 20. фебруара 1942. године у селу Вукосавци, приликом напада четника на Штаб Мајевичког партизанског одреда.
Сахрањен је на Партизанском спомен-гробљу у Вукосавцима, код Лопара.
Указом Президијума Народне скупштине Федеративне Народне Републике Југославије, 20. децембра 1951. године, проглашен је за народног хероја.